# 380-kV-Leitung Wesel–Dörpen
Die 380-kV-Leitung Wesel–Dörpen ist eine zurzeit in der Realisierung befindliche Drehstrom-Höchstspannungs-Freileitung für zwei 380-kV-Stromkreise, die in ihrem Endausbau von der Umspannanlage Niederrhein bei Wesel in Nordrhein-Westfalen zum Umspannwerk Dörpen-West bei Heede in Niedersachsen führen wird.
Der etwa 150 km lange Abschnitt von Wesel nach Meppen wird durch Amprion, der 31,1 km lange Abschnitt von Meppen nach Dörpen durch TenneT TSO geplant und errichtet. Teile der Leitungsstrecke werden im Rahmen eines Pilotprojekts als Erdkabel ausgeführt.
Im Mai 2019 waren die Abschnitte im nördlichen Bereich zwischen Dörpen und Meppen sowie im südlichen Bereich zwischen Nordvelen und Wesel fertiggestellt.

## Bedeutung

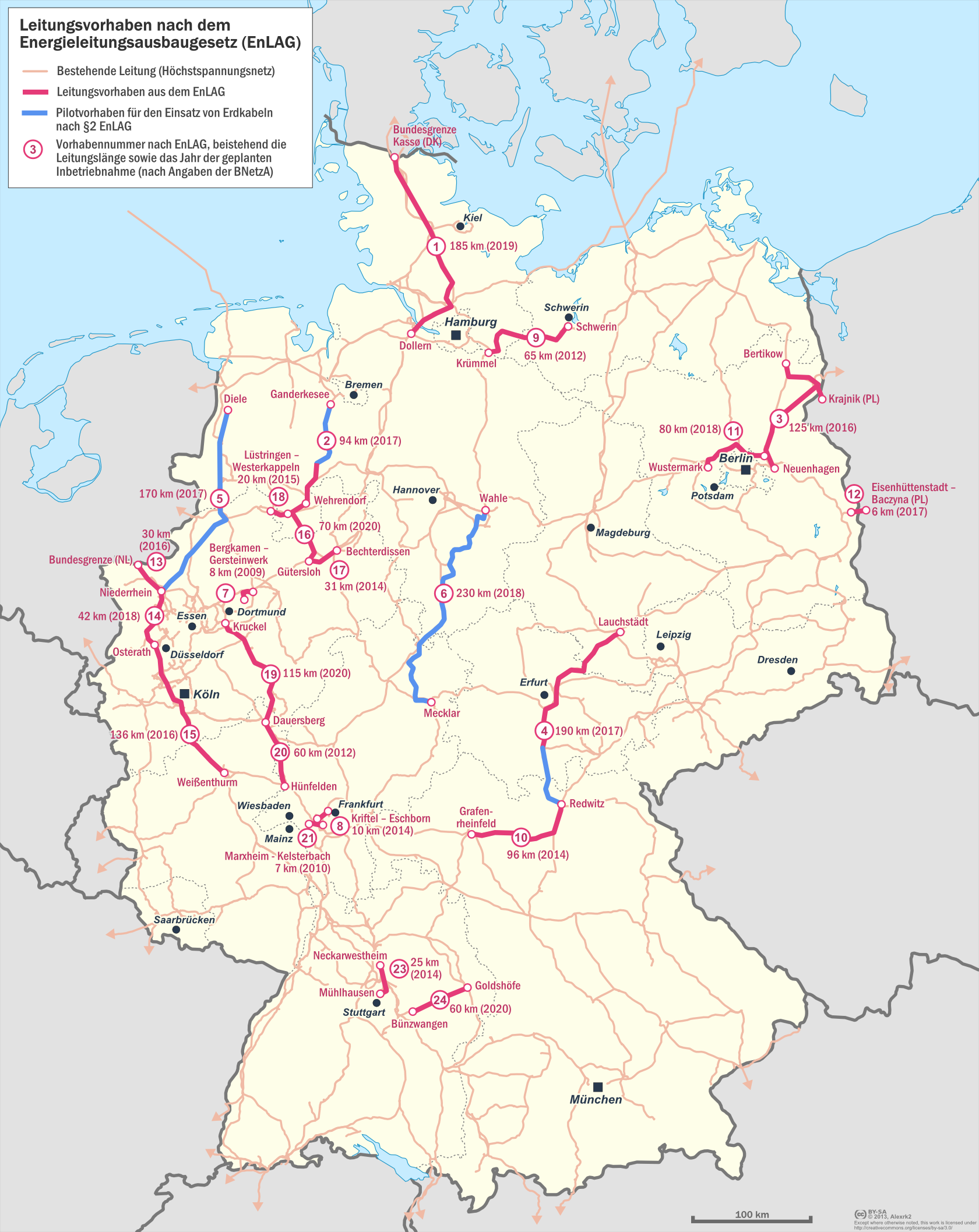
Karte der EnLAG-Vorhaben. Das Projekt Wesel–Dörpen trägt die Vorhabennummer 5.

### Energiewende
Durch die Leitung soll der in den Offshore-Windparks in der Nordsee sowie den Onshore-Windparks in Norddeutschland erzeugte Strom zu den Industriezentren im Süden transportiert werden. Bislang existieren nur wenige Höchstspannungsverbindungen zwischen Nord- und Süddeutschland. Dies hängt zum einen mit der regional unterschiedlichen Entwicklung des Übertragungsnetzes zusammen (Energieerzeugung und -verteilung früher durch ein Unternehmen in einem abgegrenzten Gebiet) und zum anderen mit der damaligen Fokussierung auf Kohle- und Atomkraft mit Standorten nah an den Verbrauchszentren.
Gesetzliche Grundlage der rund 180 km langen Höchstspannungsverbindung ist das Energieleitungsausbaugesetz (EnLAG) von 2009, in dem sie als Vorhaben Nr. 5 aufgeführt ist. Bei Ausarbeitung des Gesetzes war eine Inbetriebnahme bis 2017 vorgesehen, derzeit (2017) wird von einer Gesamtinbetriebnahme im Jahr 2021 ausgegangen.
Gleichzeitig ersetzt die neue Verbindung die 1928 gebaute 220-kV-Leitung von Ibbenbüren nach Wesel, die aufgrund ihres Alters mit dem Bau der neuen Leitung abgerissen wird.

### Erdkabel-Pilotprojekt
Vier Teilstrecken der Leitung bei Raesfeld, Borken, Legden und Haren (Ems) werden im Zuge eines Pilotprojektes als Erdkabel ausgeführt. Es handelt sich um die ersten realisierten 380-kV-Erdkabelabschnitte in Deutschland außerhalb von dicht bebautem Stadtgebiet. Grundlage hierfür ist §4 des Bundesbedarfsplangesetzes (BBPlG).

## Verlauf
Die Leitung beginnt im Umspannwerk Wesel/Niederrhein, das direkt an der Lippe südöstlich von Wesel liegt, und führt zunächst auf Kombinationsmasten mit der Leitung zum Umspannwerk Pfalzdorf nach Norden. Bei Lackhausen dreht die Leitung nach Nordosten auf Tonnenmasten, in die Trasse der ehemaligen Leitung Wesel–Ibbenbüren. Sie überquert die A 3 und führt kurz vor Raesfeld zur Kabelübergabestation Löchte, wo der erste 3,5 km lange Erdkabelabschnitt beginnt.
Nördlich von Raesfeld beginnt die Freileitung wieder an der Station Diestegge auf Donaumasten, der nach wenigen Kilometern bei Borken an der Station Marbeck in den nächsten Erdkabelabschnitt übergeht. Die Erdkabeltrasse führt an Borken vorbei und führt östlich der Stadt an der Station Lüningkamp wieder als Freileitung weiter. Gleich am ersten Masten dieses Abschnitts führt die 110-kV-Leitung Dorsten/Hervest–Stadtlohn auf die Trasse, weshalb die Donaumasten eine Zusatztraverse für zwei 110-kV-Stromkreise aufweisen. Bei Nordvelen enden derzeit (2019) die 380-kV-Stromkreise blind, die 110-kV-Leitung führt auf neu errichteten Masten nach Westen und anschließend wieder in die ursprüngliche Trasse nach Norden.
Die weiteren Abschnitte befinden sich zurzeit im Planungsstadium oder im Bau.

## Baufortschritt

### Wesel – Bredenwinkel – Borken-Süd
Dieser Abschnitt folgt nahezu durchgehend der alten Leitung Ibbenbüren–Wesel. Da seit Februar 2014 Baurecht bestand, konnten noch vor Beginn des Frühjahrs Rodungen im Trassenraum durchgeführt werden. Im Juli 2014 begannen die Bauarbeiten für den 3,4 km langen Erdkabelabschnitt bei Raesfeld. In der 42 m breiten Kabeltrasse wurden Ende September die Leerrohre verlegt, anschließend ab Oktober die Erdkabel eingebaut.
Im Januar 2015 wurde der 220-kV-Stromkreis auf der alten Leitung Ibbenbüren–Wesel stillgelegt. Von Januar bis April wurde die Leitungstrasse zwischen Lackhausen (nördlich von Wesel) und Bredenwinkel (bei Raesfeld) verbreitert, danach auf der Strecke von 11,8 km die neuen Masten aufgestellt und die Leiterseile montiert. Zeitgleich entstanden an beiden Enden die Kabelübergabestationen (KÜSt) Löchte und Diestegge und die alte 220-kV-Leitung wurde demontiert. Insgesamt 46 alte Tannenbaummasten, die aus dem Jahr 1928 stammen, wurden abgebaut und durch 28 neue Tonnenmasten für 380 kV ersetzt. Diese sind im Durchschnitt 68 m hoch und nehmen zwei Stromkreise auf. Der Freileitungsabschnitt zwischen der KÜSt Diestegge und dem Punkt Borken Süd umfasst 14 neue Donaumasten.
Zwischen dem Umspannwerk Wesel und dem Punkt Lackhausen wurden auf den beiden oberen Traversen der bestehenden 220-kV-Leitung Wesel/Niederrhein–Pfalzdorf die beiden 380-kV-Stromkreise installiert. Die Leitung war bereits bei ihrem Bau im Jahr 1974 für 380 kV Spannung ausgelegt, um Strom aus dem (letztlich nie in Betrieb gegangene) Kernkraftwerk Kalkar zu transportieren. Mit der Anbindung an das Umspannwerk Wesel konnte der Erdkabelabschnitt im Juli 2016 erstmals in den Testbetrieb gehen.

### Borken-Süd – Nordvelen
Die Bauarbeiten für den Freileitungsabschnitt Borken–Nordvelen begannen im März 2016 und wurden 2017 beendet. Die 110-kV-Leitung Hervest–Stadtlohn wurde dabei auf eine Zusatztraverse in der neuen Leitungstrasse umverlegt und die alten Freileitungsmasten abgebaut.

### Meppen – Dörpen West
Im Dezember 2017 wurde der Spatenstich für den nördlichsten Abschnitt zwischen Meppen und Dörpen gesetzt – hier wird die Leitung vom Übertragungsnetzbetreiber TenneT TSO errichtet und betrieben. Dieser ist in drei Baulose (1, 2a und 2b) aufgeteilt, wobei sich im Baulos 2a ein weiterer Erdkabelabschnitt befindet. In den Baulosen 1 und 2a wurde die Leitung im Mai 2019 fertiggestellt, im Baulos 2b ist eine Fertigstellung Ende 2019 anvisiert.
Das Umspannwerk Dörpen West wurde bis Mai 2018 erweitert, indem zwei bislang in der Reserve befindliche Schaltfelder für den Anschluss an die neue Leitung umgerüstet wurden. Außerdem entstanden zur Leitungseinführung zwei neue Abspannportale.

### Tabellarische Übersicht der Leitungsabschnitte
| Nr.               | Abschnitt                                 | Status                                               | Länge (km) |
| ----------------- | ----------------------------------------- | ---------------------------------------------------- | ---------- |
| 1                 | Wesel – Bredenwinkel                      | fertiggestellt (2015), Testbetrieb                   | 15         |
| 2                 | Bredenwinkel – Borken Süd                 | fertiggestellt (2015)                                | 11         |
| 3                 | Borken Süd – Nordvelen                    | fertiggestellt (2017), 110-kV-Stromkreise in Betrieb | 13         |
| 4                 | Nordvelen – Legden Süd                    | im Bau (seit 2021)                                   | 15         |
| 5A                | Legden Süd – Punkt Asbeck                 | im Bau (seit 2020)                                   | 29         |
| 5B/6              | Punkt Asbeck – Wettringen – Haddorfer See | im Bau (seit 2020)                                   | 11         |
| 7                 | Haddorfer See – Meppen                    | Planfeststellungsverfahren                           | 56         |
| 8 (2b)            | Meppen – Dörpen West                      | im Bau (seit 2017)                                   | 31         |
| 8 (2a)            | Meppen – Dörpen West                      | fertiggestellt (2019)                                | 31         |
| 8 (1)             | Meppen – Dörpen West                      | fertiggestellt (2019)                                | 31         |
| Gesamtlänge (km): | Gesamtlänge (km):                         | Gesamtlänge (km):                                    | 181        |

### Bildergalerie

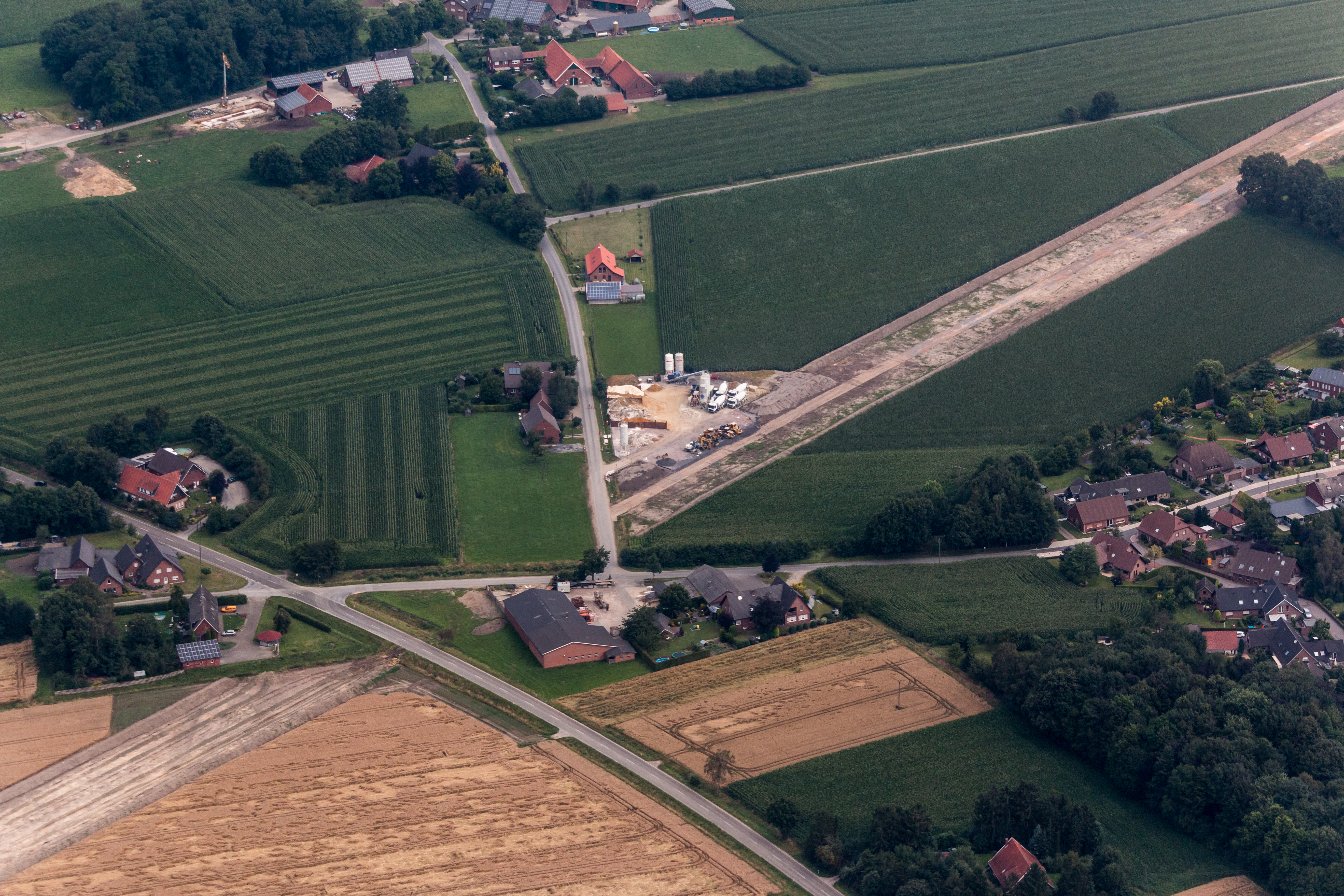
Erdarbeiten für den ersten Erdkabelabschnitt bei Raesfeld (Juli 2014)
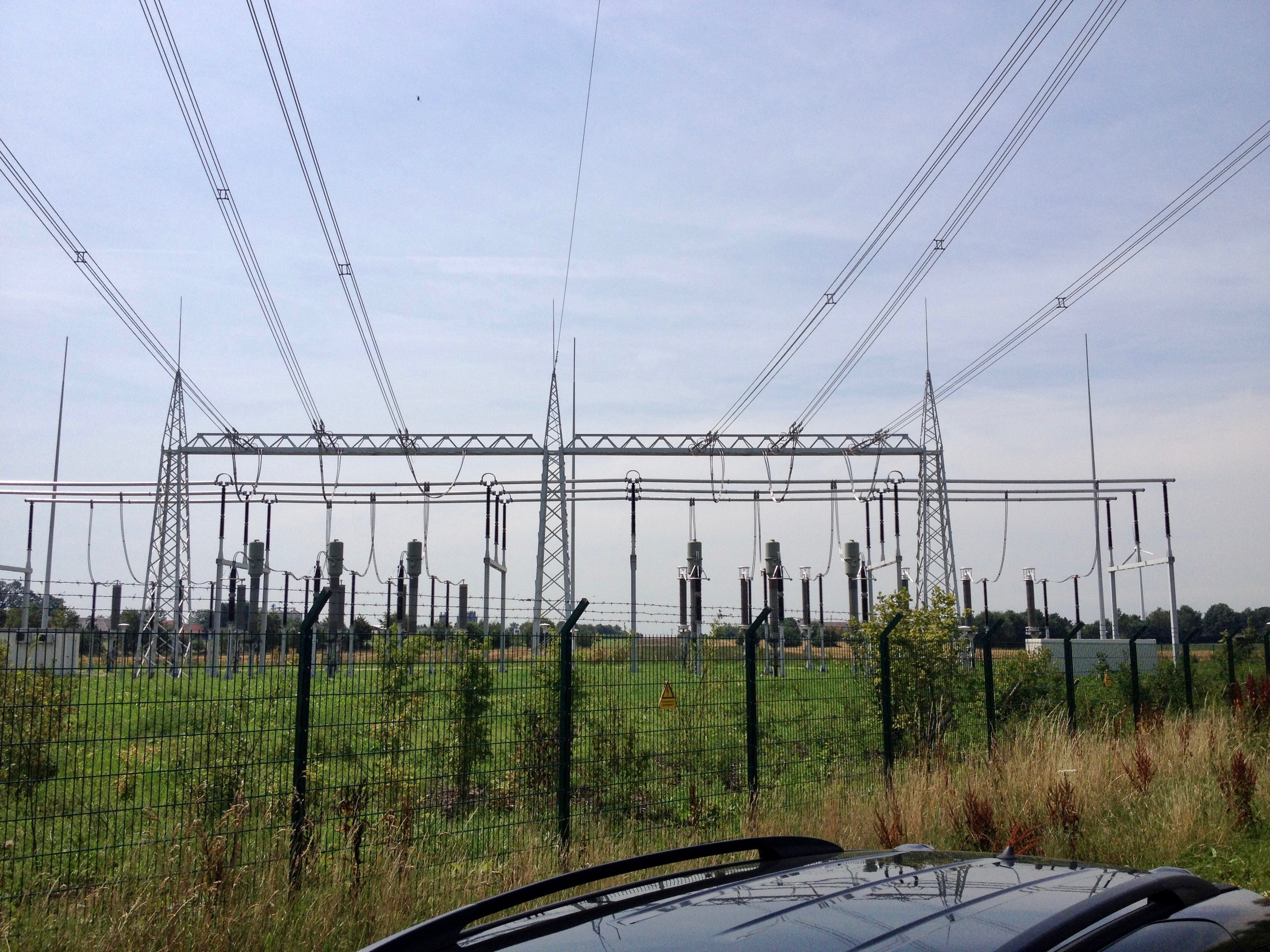
Kabelübergabestation Diestegge in Raesfeld. Die abgehende Freileitung Bredenwinkel–Borken-Süd ist fertiggestellt, aber noch nicht angeschlossen. (Juli 2017)
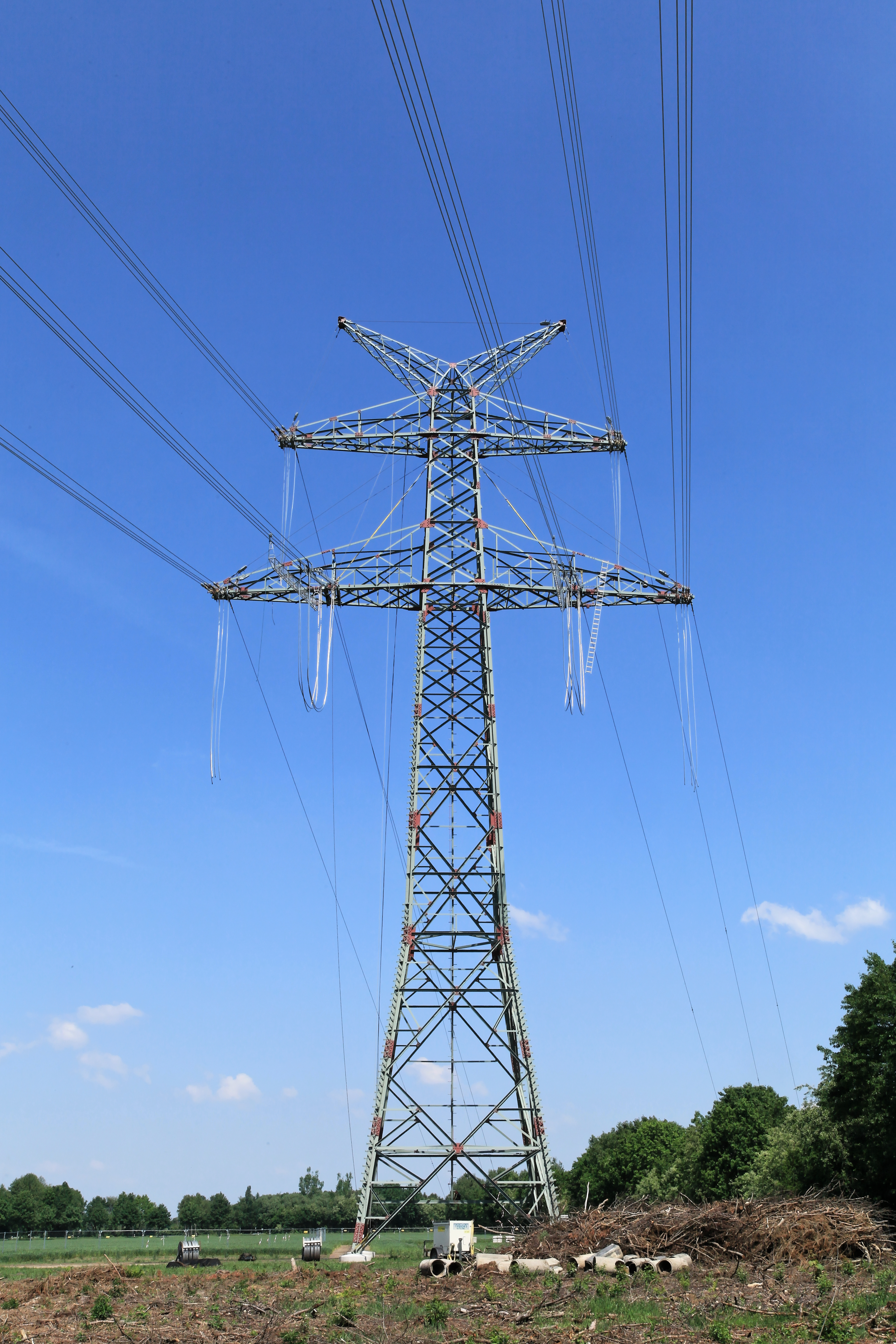
Einziehen der Leiterseile im Abschnitt bei Dersum (September 2018)
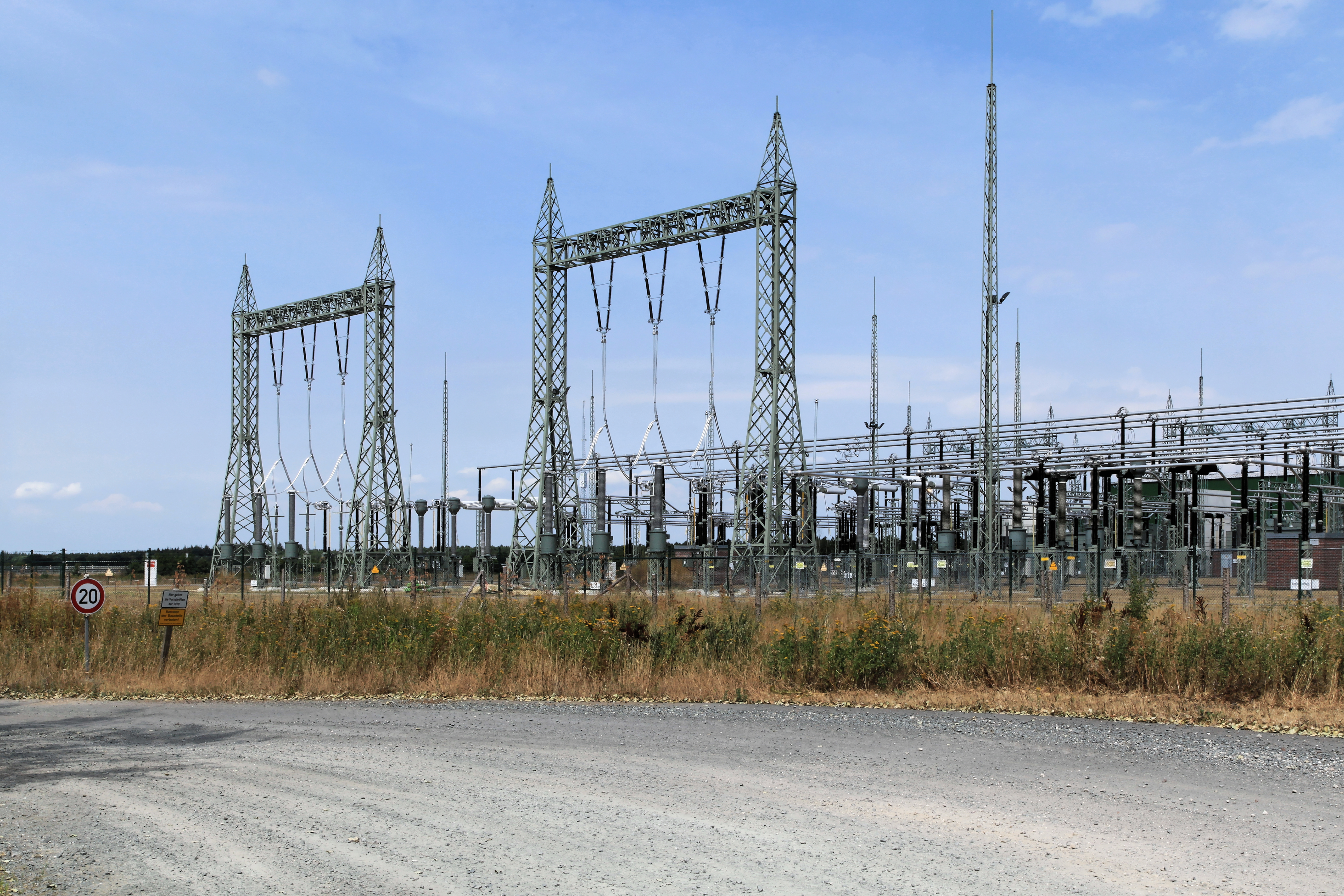
Erweiterung der Schaltanlage im Umspannwerk Dörpen West (September 2018)
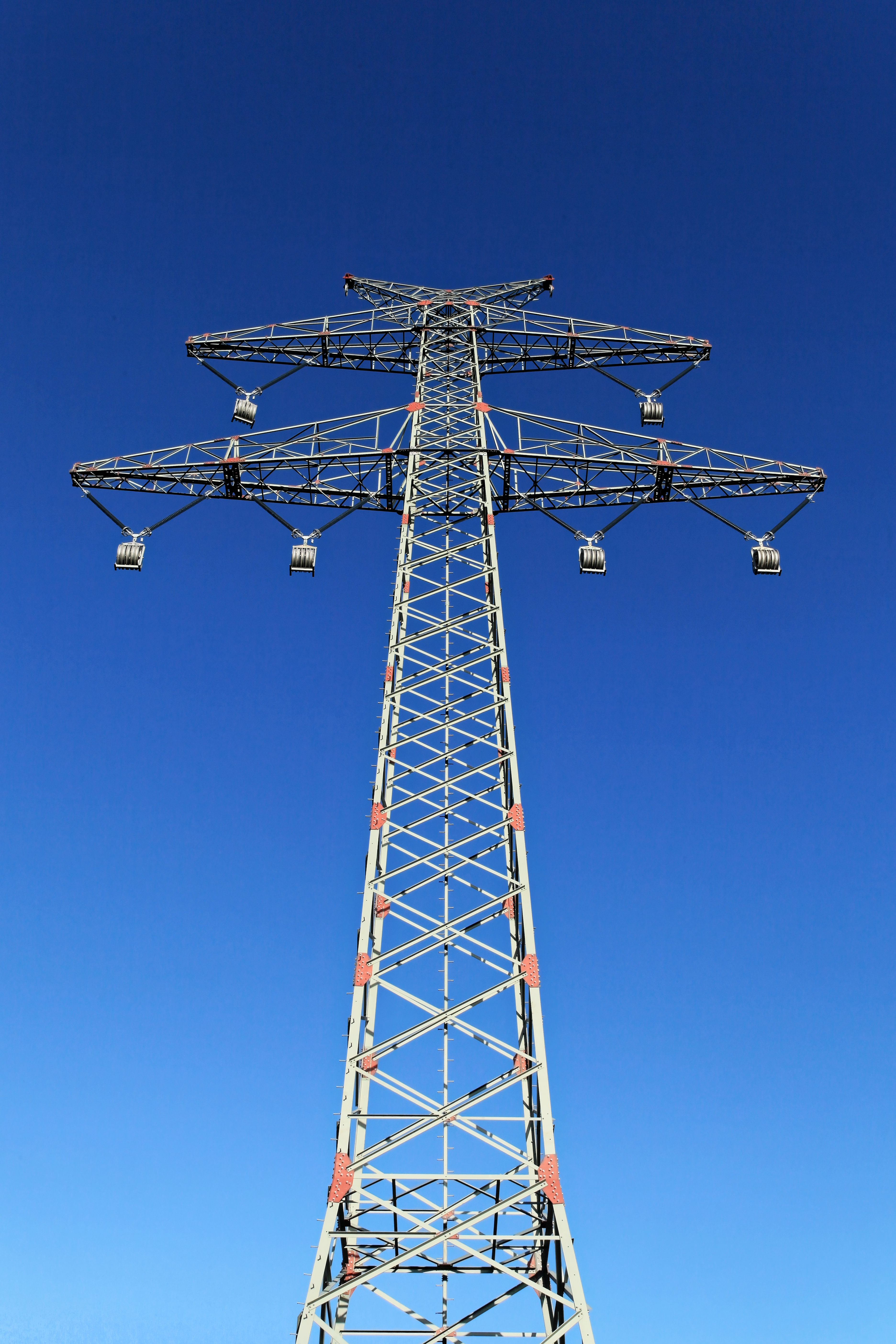
Fertiger, aber noch unbeseilter Mast bei Dersum (Januar 2019)